# Leif Johansson (musiker)
Leif Åke Johansson, född 25 maj 1945, är en svensk musiker (trummor).
Han var medlem i gruppen Ola and the Janglers 1964–1971. Han var även trummis i Shanes, eller Lennart Grahn & Nya Shanes som gruppen kallades då singelskivan Doktor E Munk kom 1969. Johansson kom senare att spela trummor med popgruppen Secret Service, vars låt "Oh, Susie" blev en världshit. Han spelade även med Mats Rådberg & Rankarna.

## Filmografi
- 1965 – Pang i bygget
- 1967 – Ola & Julia
- 1973 – Håll alla dörrar öppna